# Удича
Удича (слч. Udiča) насељено је мјесто са административним статусом сеоске општине (слч. obec) у округу Повашка Бистрица, у Тренчинском крају, Словачка Република.

## Становништво
| Година:    | 1994. | 2004.   | 2014.   | 2024.   |
| ---------- | ----- | ------- | ------- | ------- |
| Број људи: | 2203  | 2234    | 2193    | 2249    |
| Разлика:   |       | +1,40 % | -1,83 % | +2,55 % |

| Година:    | 2023. | 2024.   |
| ---------- | ----- | ------- |
| Број људи: | 2228  | 2249    |
| Разлика:   |       | +0,94 % |

Према подацима о броју становника из 2024. године насеље је имало 2249 становника.